# セレン化ナトリウム
セレン化ナトリウム (Sodium selenide) は、化学式 Na2Se のセレンとナトリウムからなる無機化合物である。

## 合成
この無色の固体は、液体アンモニア中、−40℃でナトリウムの溶液とセレンを反応させることにより得られる。その他、気体状のセレン化水素を100℃で金属ナトリウムと反応させることによっても得られる。

## 反応
他のアルカリ金属カルコゲン化物と同様に、この物質も水と反応して容易に加水分解し、セレン化水素ナトリウムと水酸化物の混合物を生じる。この加水分解は、Se2−イオンの過剰な塩基性のために生じる。
{\displaystyle {\ce {Na2Se\ + H2O -> NaHSe\ + NaOH}}}
同様に、セレン化ナトリウムは酸化され、オフホワイト色のポリセレニドを形成する。また、セレン化は酸と反応して、毒性を持つセレン化水素を形成する。
{\displaystyle {\ce {Na2Se\ + 2 HCl -> H2Se\ + 2 NaCl}}}
この化合物は求電子剤と反応し、セレン化合物を形成する。またハロゲン化アルキルと反応させることで、様々な有機セレン化合物が得られる。
{\displaystyle {\ce {Na2Se\ + 2 RBr -> R2Se\ + 2 NaBr}}}
有機スズや有機ケイ素化合物のハロゲン化物は同様に反応し、以下のような誘導体を生成する。
{\displaystyle {\ce {Na2Se\ + 2 Me3XCl -> (Me3X)2Se\ + 2 NaCl}}} (X ∈ Si, Ge, Sn)

## 安全性
セレン化ナトリウムは、湿気や空気から離して保存し、取り扱う必要がある。